# Arvo Askola
Arvo Askola (Finlandia, 2 de diciembre de 1909-23 de noviembre de 1975) fue un atleta finlandés, especialista en la prueba de 10000 m en la que llegó a ser subcampeón olímpico en 1936.

## Carrera deportiva
En los JJ. OO. de Berlín 1936 ganó la medalla de plata en los 10000 metros, corriéndolos en un tiempo de 30:15.6 segundos, llegando a meta tras su compatriota Ilmari Salminen y por delante de otro finlandés Volmari Iso-Hollo (bronce con 30:20.2 s).